# Takumi Miyayoshi
Takumi Miyayoshi (japanisch 宮吉 拓実 Miyayoshi Takumi; * 7. August 1992 in der Präfektur Shiga) ist ein japanischer Fußballspieler.

## Karriere
Miyayoshi erlernte das Fußballspielen in der Jugendmannschaft von Kyoto Sanga FC. Seinen ersten Vertrag unterschrieb er 2008 bei Kyoto Sanga FC. Der Verein spielte in der höchsten Liga des Landes, der J1 League. Am Ende der Saison 2010 stieg der Verein in die J2 League ab. 2011 erreichte er das Finale des Kaiserpokal. Für den Verein absolvierte er 106 Ligaspiele. Im August 2014 wurde er an den Ligakonkurrenten Kataller Toyama ausgeliehen. Für den Verein absolvierte er 16 Ligaspiele. 2015 kehrte er zu Kyoto Sanga FC zurück. Für den Verein absolvierte er 33 Ligaspiele. 2016 wechselte er zum Erstligisten Sanfrecce Hiroshima. Für den Verein absolvierte er 21 Erstligaspiele. 2018 wechselte er zum Ligakonkurrenten Hokkaido Consadole Sapporo. Für den Verein absolvierte er 11 Erstligaspiele. 2019 wechselte er zum Zweitligisten Kyoto Sanga FC.  Mit dem Verein aus Kyōto feierte er Ende 2021 die Vizemeisterschaft und den Aufstieg in die erste Liga. Nach 102 Ligaspielen wechselte er im Januar 2025 nach Yamaguchi zum Zweitligisten Renofa Yamaguchi FC.

## Erfolge
Kyoto Sanga FC
- Japanischer Pokalfinalist: 2011
- Japanischer Zweitligavizemeister: 2021  ▲